# فورشتن‌اشتاین
فورشتن‌اشتاین (به آلمانی: Forchtenstein) یک شهر در اتریش است که در ناحیه ماترسبورگ واقع شده‌است. فورشتن‌اشتاین ۲٬۸۱۲ نفر جمعیت دارد.